# Остельсхайм
Остельсхайм (нем. Ostelsheim) — община в Германии, в земле Баден-Вюртемберг. 
Подчиняется административному округу Карлсруэ. Входит в состав района Кальв.  Население составляет 2439 человек (на 31 декабря 2010 года). Занимает площадь 9,23 км².